# مارگارت والوآ
مارگارت والوآ (فرانسوی: Marguerite؛(زادهٔ ۱۴ مه ۱۵۵۳ – درگذشتهٔ ۲۷ مارس ۱۶۱۵)، ملکه ناوار از ۱۵۷۲ تا ۱۵۹۹ و ملکه فرانسه از ۱۵۸۹ تا ۱۵۹۹ به عنوان همسر هانری چهارم، پادشاه فرانسه بود.
مارگارت دختر هانری دوم، پادشاه فرانسه و کاترین مدیچی و خواهر فرانسوای دوم، شارل نهم و هانری سوم پادشاهان فرانسه بود. پیوند او با هانری ناوار (بعدها هانری چهارم، پادشاه فرانسه)، که قصد کمک به آشتی کاتولیک‌ها و اوگنوها در فرانسه را داشت، شش روز پس از مراسم ازدواج با کشتار سن‌بارتلمی و از سرگیری جنگ‌های مذهبی فرانسه خدشه‌دار شد. در درگیری بین هانری سوم فرانسه و مالکونتنت‌ها، طرف فرانسوا، دوک آنژو، برادر کوچکترش را گرفت که باعث شد هانری نسبت به او بیزاری عمیقی داشته باشد.